# Aleja lipowa przy ul. Meteorytowej w Poznaniu
Aleja lipowa przy ul. Meteorytowej – pomnik przyrody, zabytkowa aleja lipowa, rosnąca wzdłuż ul. Meteorytowej, na Morasku w Poznaniu w bezpośrednim sąsiedztwie rezerwatu przyrody Meteoryt Morasko.
Aleja zlokalizowana jest w północnej części miasta, w ciągu ul. Meteorytowej (wschód-zachód), pomiędzy ulicą Poligonową na wschodzie a skrajem zwartego kompleksu leśnego na zachodzie. Rośnie przy niej 79 zabytkowych drzew: 78 lip drobnolistnych i jeden modrzew europejski. Aleja ma długość ponad 500 metrów. Najgrubsze lipy mają 361 i 395 cm obwodu, a najwyższe 22 metry wysokości. Aleję nasadzono w początkach XX wieku. Najokazalsze drzewa rosną od strony zachodniej, czyli przy rezerwacie. Pnie są bardzo zróżnicowane - nie brakuje osobników powyginanych, rozdwojonych, czy Y-kształtnych. Niektóre z drzew są wypróchniałe, kilku już brakuje. W koronach żyje jemioła pospolita (półpasożyt). Jedyny w alei modrzew jest znacznie młodszy od lip i prawdopodobnie został posadzony w miejsce wypróchniałego drzewa, które rosło tu wcześniej. Na jednej z lip znajduje się krzyż w miejscu śmierci przechodnia. 
W pobliżu znajdują się głaz Franciszka Jaśkowiaka, dąb na Morasku (również pomniki przyrody) i szczyt Góry Moraskiej.